# Делапорт, Мария
Мария Делапорт (фр. Marie Delaporte; 27 сентября 1838, Париж, Королевство Франция — точная дата смерти неизвестна) — французская актриса

 и педагог.

## Биография
Мария Делапорт поступила в Парижскую консерваторию в 1853 году и была удостоена второй премии за комедийные роли в 1854 году. Была ученицей Жозефа-Исидора Самсона. Она также принимала участие в спектаклях Комеди Франсез. Поступив в состав труппы парижского театра «Gymnase dramatique» в 1855 году, Делапорт сразу обратила на себя внимание как даровитая «ingénue dramatique».
Она не отличалась красотой, но была очень грациозна, обладала приятным органом; искренность и теплота её исполнения делали её чрезвычайно симпатичной. Четырнадцатилетнее пребывание её на сцене театра «Gymnase dramatique» упрочило за ней положение выдающейся артистки на тонкие роли в комедиях Дюма, Викторьена Сарду, Анри Мельяка, Теодора Барьера.
В 1868 году Делапорт приняла ангажемент в Санкт-Петербурге и в первый же год уже сделалась любимицей публики Михайловского театра, где оставалась до 1875 года. В 1878 году она покинула театр и открыла курсы чтения и дикции, имевшие большой успех.